# NGC 2326
NGC 2326 (còn được gọi là PGC 20218) là một thiên hà xoắn ốc có rào chắn trong chòm sao Thiên Miêu. Nó được phát hiện bởi William Herschel vào ngày 9 tháng 2 năm 1788. Độ lớn biểu kiến của nó là 14,3  và kích thước của nó là 2,71 phút cung.  Nó nằm gần NGC 2326A.